# Pomník Mistra Jana Husa (Třebeš)
 Pomník Mistra Jana Husa v Třebši – pískovcový pomník, který byl odhalen v roce 1920 (podle jiných zdrojů již roku 1915). Je jedním ze 6 pomníků tomuto církevnímu reformátorovi na území města Hradce Králové.

## Popis pomníku
Pískovcový blok upravený do tvaru kónické stély, do kterého je vsazena kovová reliéfní plaketa eliptické formy s podobiznou Jana Husa. Je 190 cm vysoký, v základně má 120 cm a nahoře je 57 cm široký. Kromě vytesané hlavy jej zdobí kalich s nápisem: „Mučedníku kostnickému 1415–1920“. Nápis na zadní straně: „Nákladem Sokola“.

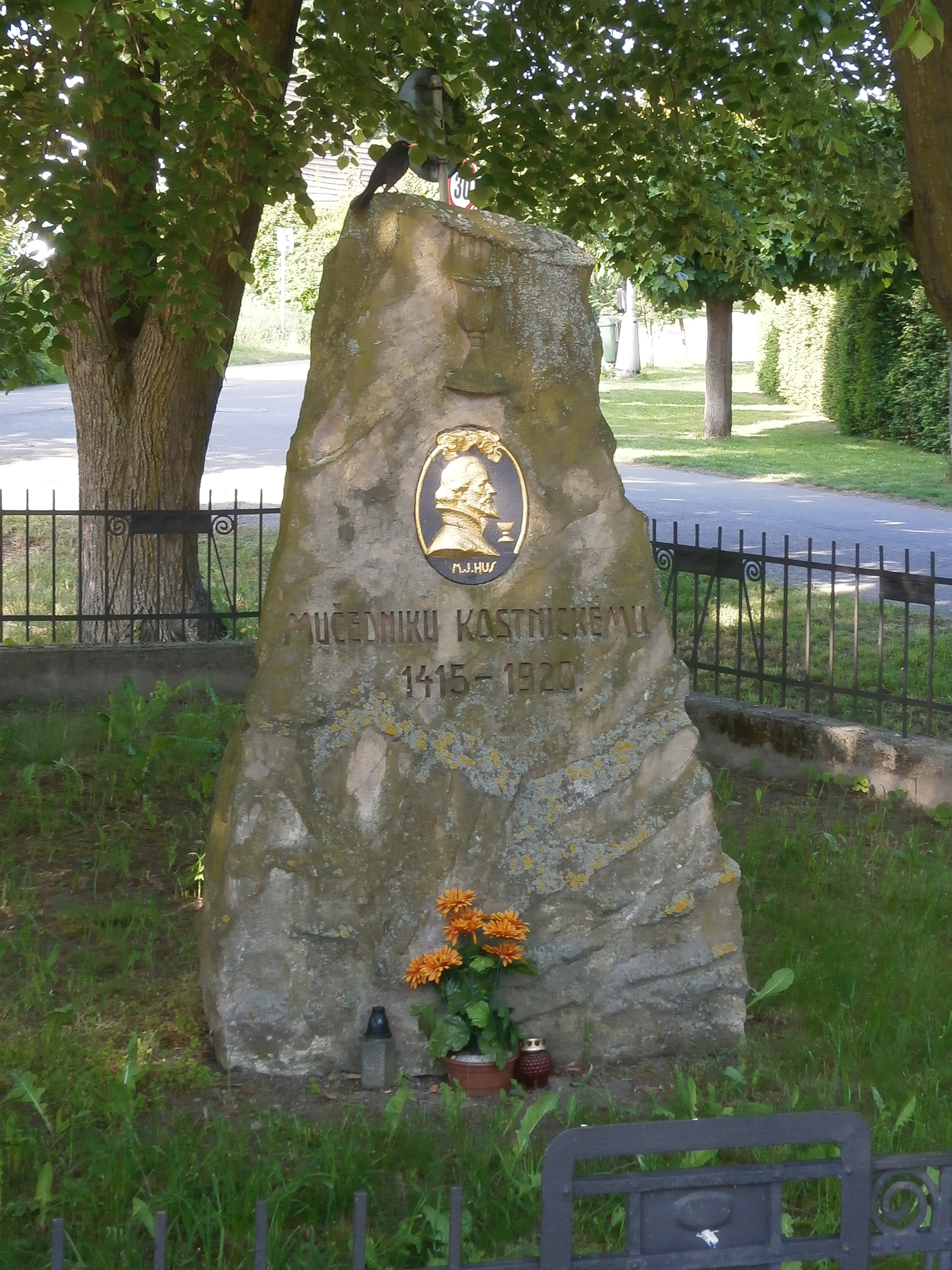
Přední část pomníku

## Historie
Pomník byl postaven nákladem třebešského Sokola, který byl v letech 1900–1905 pouhým odborem novohradecké jednoty, a to před čp. 32. O roce jeho postavení se zmiňují prameny různě. Jedny zmiňují rok 1915, druhé až rok 1920. Je možné, že první údaj je správný a druhý je rokem přemístění pomníku, případně jeho úpravy. Práce na něm se zhostil kamenický mistr Jan Hyk z Pouchova.
Časem odpadla z neudržovaného a znečištěného pomníku portrétní plaketa. K jeho opravě došlo až v roce 1989, kdy ho členové historické sekce vlastivědného klubu Krajského muzea východních Čech Ing. Václav Laštovička a B. Poláček znovu pozlatili a opatřili novou plaketou s hlavou Mistra Jana Husa.